# 旧八幡郵便局
旧八幡郵便局（きゅうはちまんゆうびんきょく）は、滋賀県近江八幡市仲屋町中8にある歴史的建造物。

## 歴史
1873年（明治6年）に八幡郵便局が創立され、1895年（明治28年）に現在地に移転した。1921年（大正10年）にウィリアム・メレル・ヴォーリズの設計によって洋風の局舎が竣工し、1960年（昭和35年）まで八幡郵便局（1949年以降は近江八幡郵便局）の局舎として使用された。1961年（昭和36年）4月10日には近江八幡市宇津呂町に近江八幡郵便局の新局舎が完成して移転した。
1994年（平成6年）には近江八幡市でヴォーリズ顕彰シンポジウムが開催され、参加した市民有志によって一粒の会が活動を開始した。2000年（平成12年）にはNPO法人の認証を受けて特定非営利活動法人ヴォーリズ建築保存再生運動一粒の会となった。旧八幡郵便局は一粒の会の事務所としても使用されている。空き家時代には玄関部分が取り壊されたが、2004年（平成16年）2月に復元された。
現在はギャラリーやイベント会場などの多目的スペースとして活用されている。

## 建築
スパニッシュと和風の町屋造りを折衷したデザインは、個性がありながら町並みに溶け込んでおり、旧市街中心部のランドマーク的役割を果たしている。

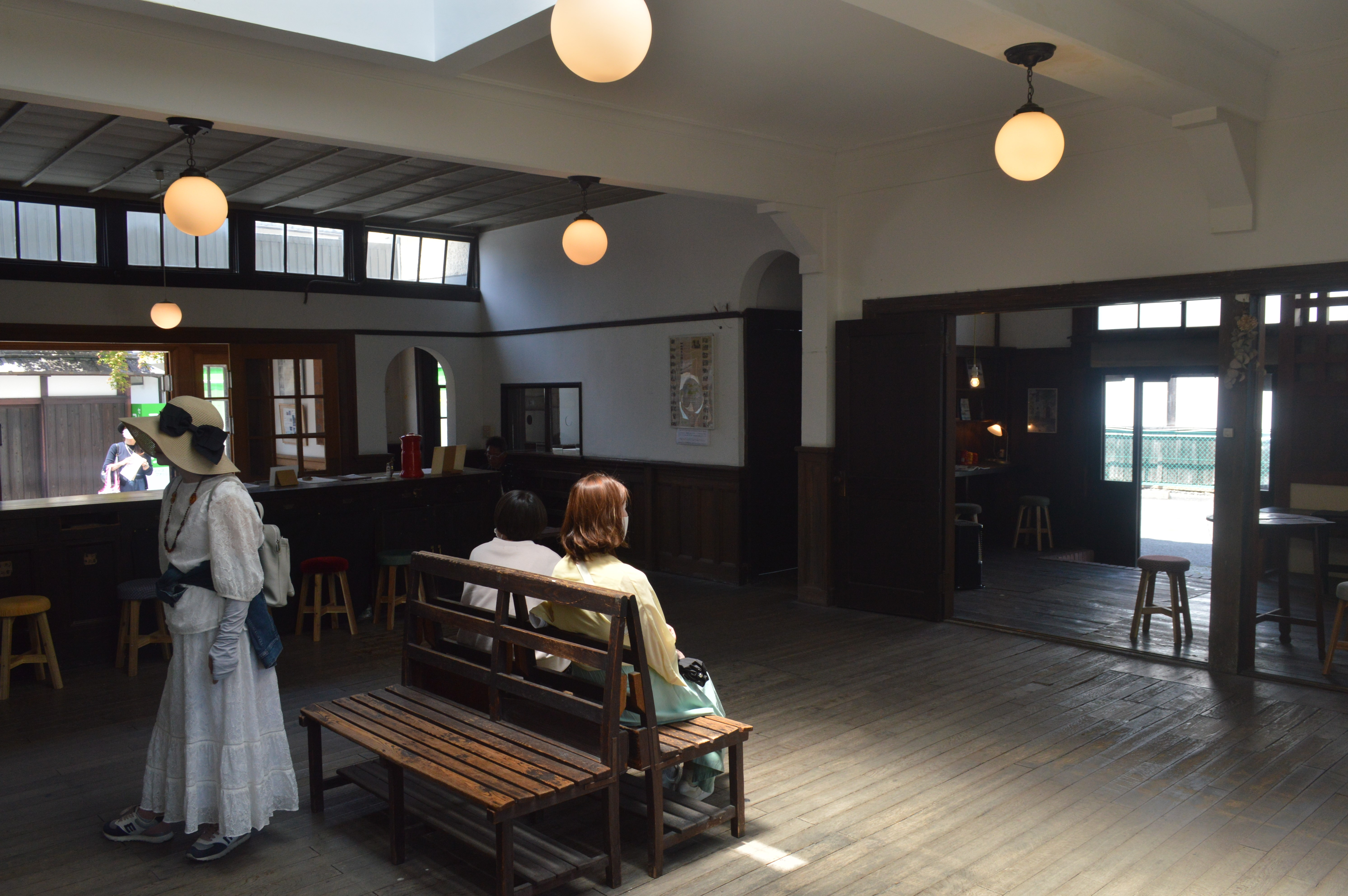
1階
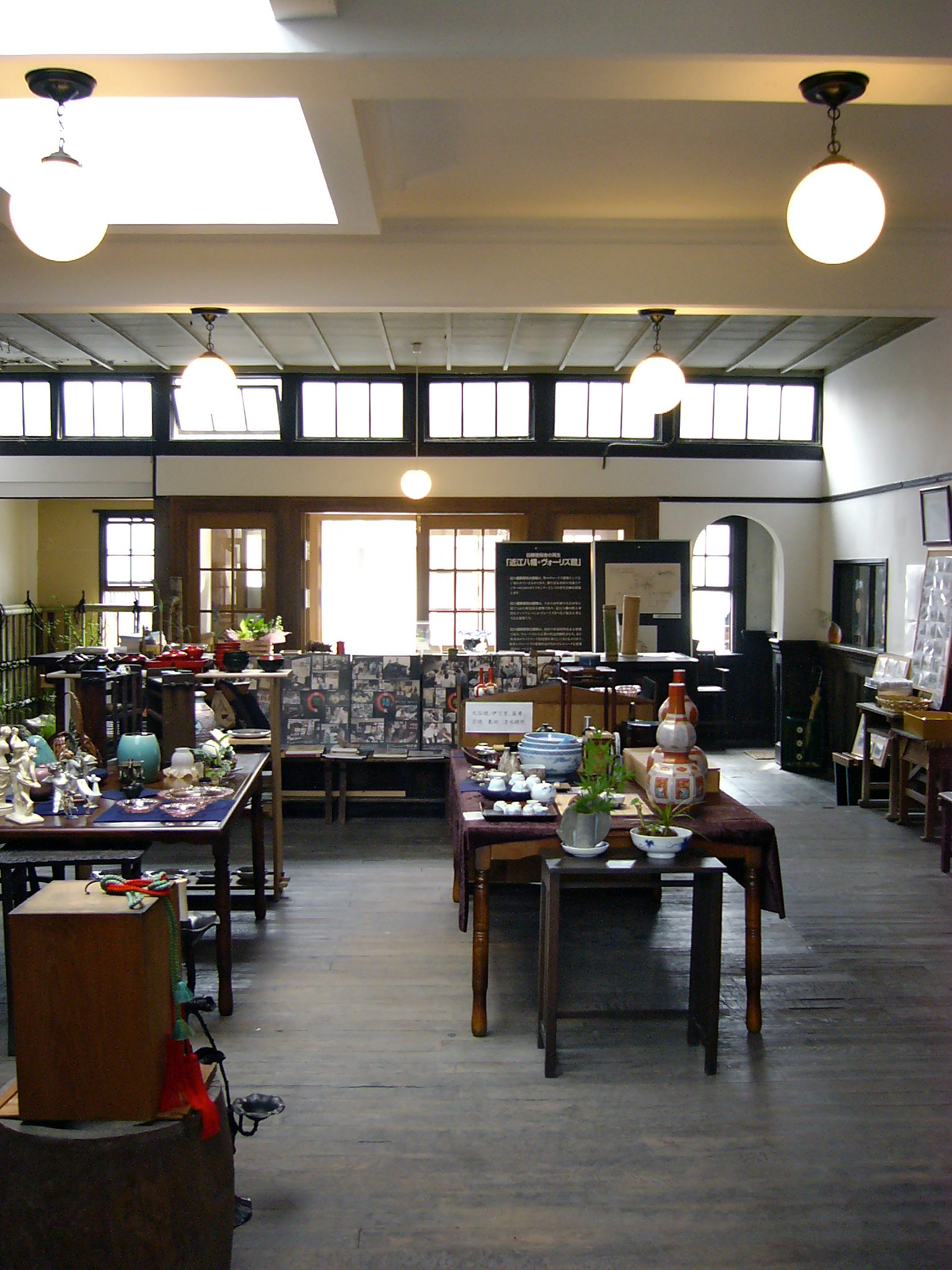
1階（ショップ時）
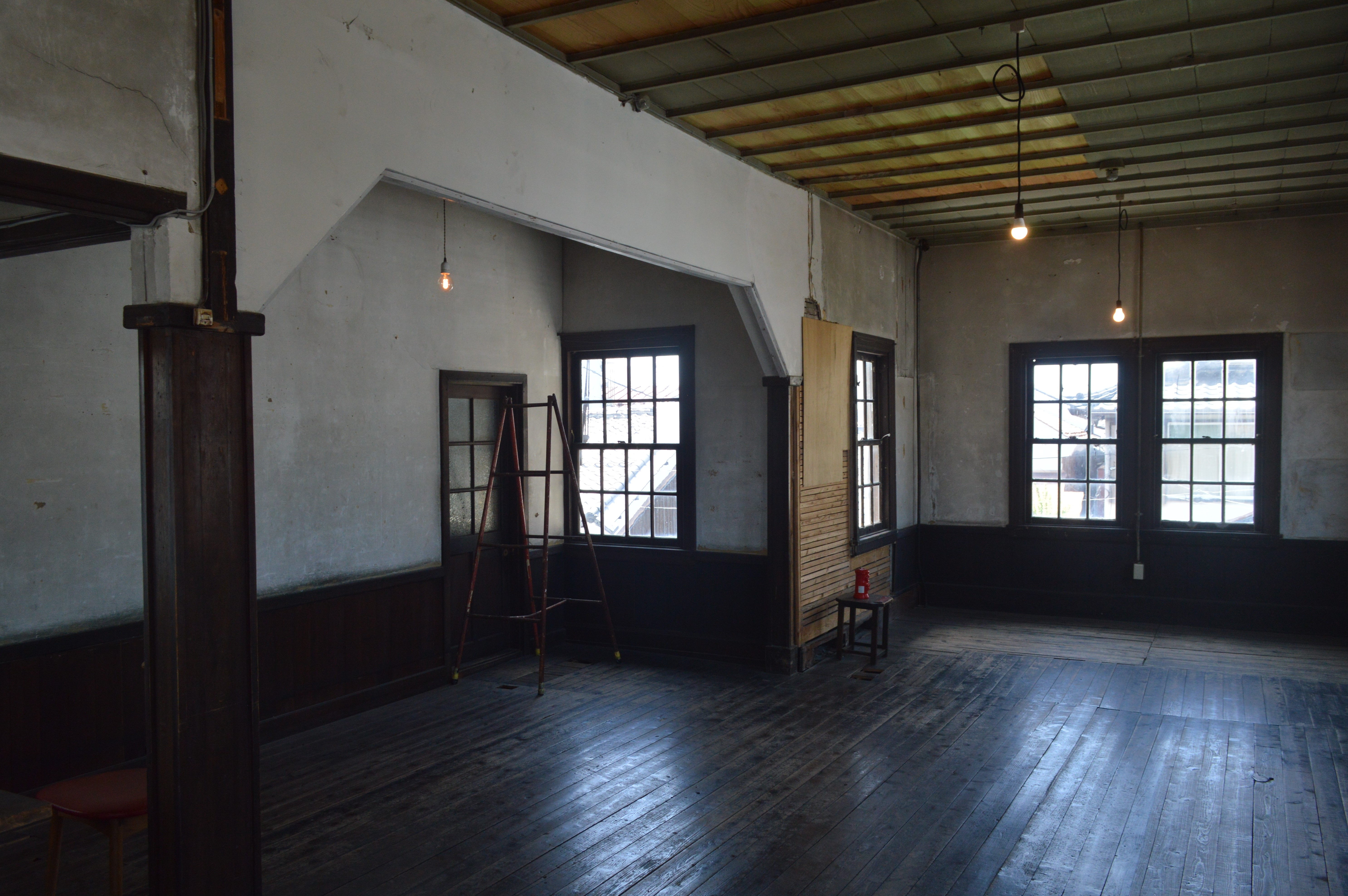
2階
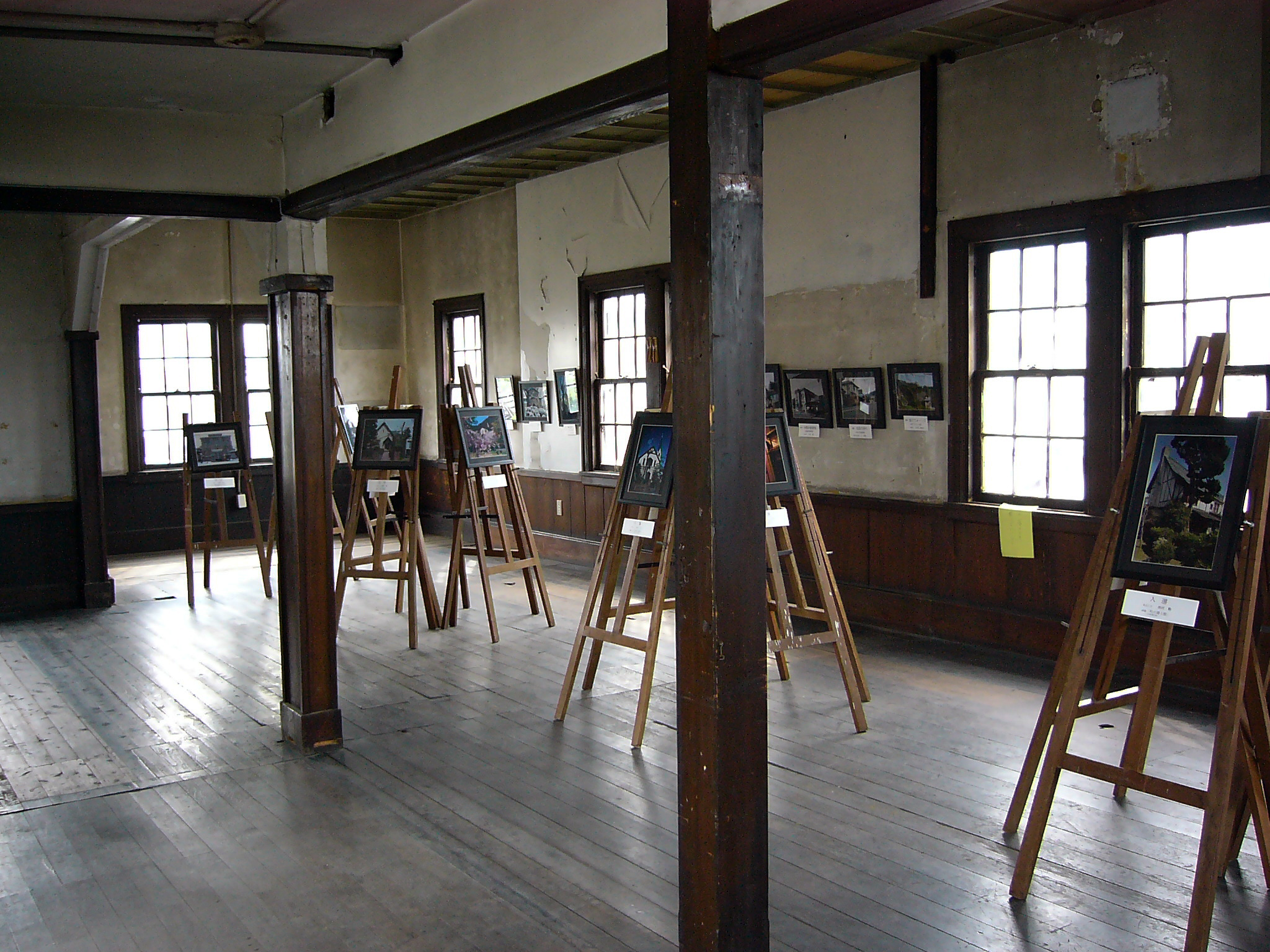
2階（ギャラリー時）
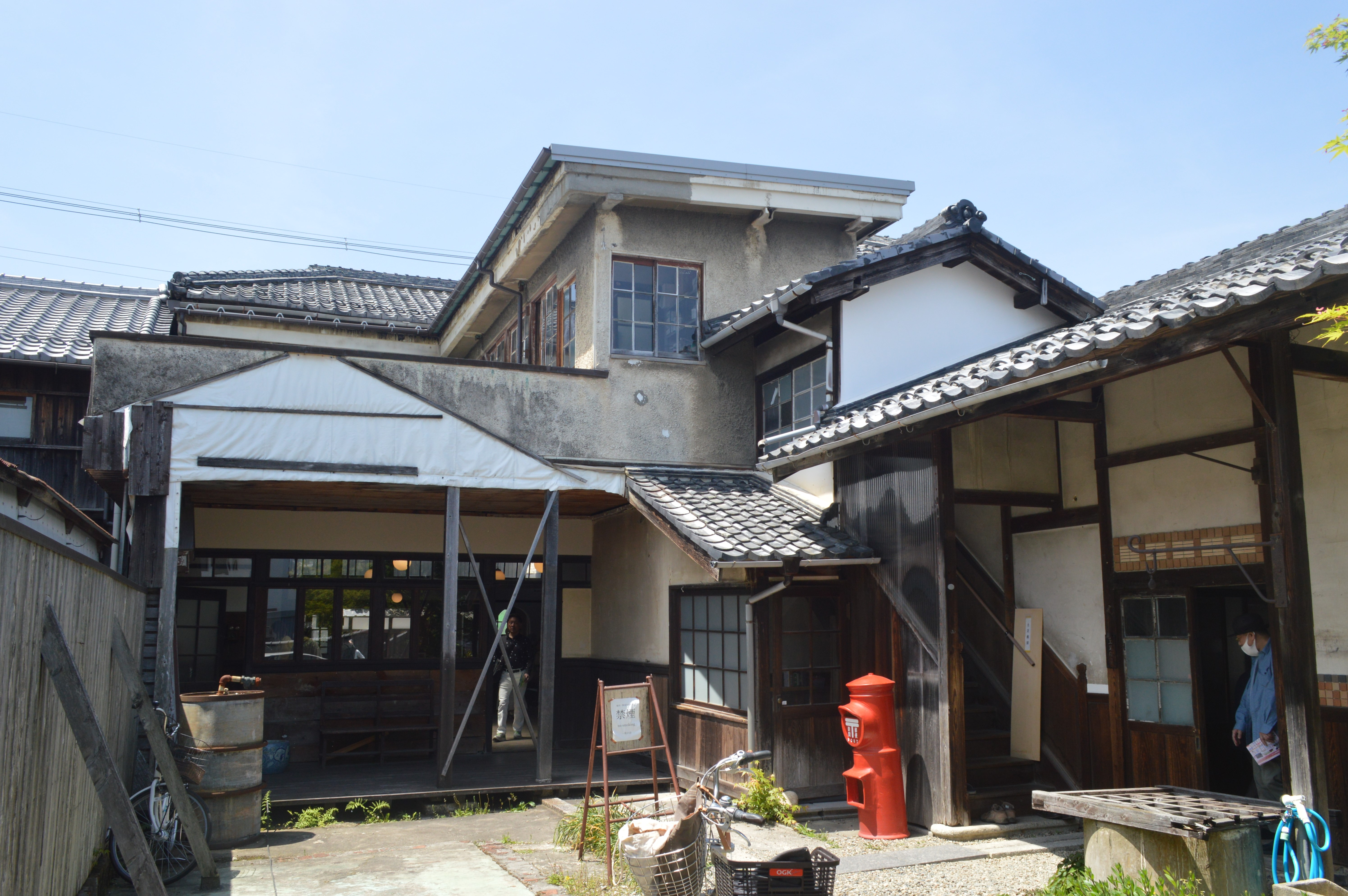
敷地奥部

## 交通アクセス
- JR東海道本線（琵琶湖線）および近江鉄道八日市線（万葉あかね線）近江八幡駅から徒歩20分

## 周辺情報
- 池田町洋館街
- 旧西川家住宅 - 重要文化財。
- アンドリュース記念館（旧近江八幡YMCA会館） - 登録有形文化財。
- 白雲館 - 登録有形文化財。
- ヴォーリズ記念館 - 滋賀県指定文化財。
- 八幡堀
- ボーダレス・アートミュージアム NO-MA